# Anders Bodin (affärsman)
Anders Bodin, född 1947, är en svensk affärsman och ägare av fastighetsbolaget Anders Bodin Fastigheter som äger ett betydande fastighetsbestånd i centrala och västra Stockholm.
Bodin tog över företaget efter sin far, Ragnar G Bodin, och har utvecklat det till ett av de största privata fastighetsbolaget i Stockholm med bokförda tillgångar på över två miljarder. Anders Bodin är idag styrelseordförande i företaget. Sedan 2002 är Anders Bodin med på Veckans Affärers lista över de rikaste svenskarna, på tidningens lista över svenska miljardärer 2009 låg Bodin på 24:e plats med en beräknad förmögenhet på 5,7 miljarder kr.